# Tatort: Mord hinterm Deich
Mord hinterm Deich ist ein Fernsehfilm aus der Kriminalreihe Tatort von ARD und ORF. Der Film wurde vom Norddeutschen Rundfunk produziert und am 25. Dezember 1996 im NDR sowie am 8. Juni 1997 im Ersten erstmals ausgestrahlt. Es handelt sich um die Tatort-Folge 363. Für die Kriminalhauptkommissare Paul Stoever (Manfred Krug) und Peter Brockmöller (Charles Brauer) war es der 31. bzw. 28. Fall, in dem sie ermittelten.

## Handlung
Die Kommissare Stoever und Brockmöller bearbeiten den Fall einer Wasserleiche, die vor vier Monaten aus einem Hafenbecken in Harburg gefischt wurde und deren Identität noch unklar ist. Während ein Gerichtsmediziner eine Gesichtsplastik erstellt, mit deren Hilfe die Bevölkerung um Hinweise auf die Identität gebeten werden soll, kommt es im Hamburger Teil des Alten Landes zum Mord an der 18-jährigen Gymnasiastin Dagmar Holst; sie wurde im Garten des Obsthofes, den ihr Vater nach dem Tod der Mutter gemeinsam mit seiner Tochter betreibt, erdrosselt.
Die Ermittler gehen mehreren Spuren nach. Der Verdacht fällt nacheinander auf Dagmars Vater, dem Brockmöller kurzzeitig ein inzestuöses Verhältnis zu seiner Tochter unterstellt, auf den arbeitslosen Tomko, der mehrfach bei der von ihm angehimmelten Dagmar abgeblitzt ist, und auf den Deutschlehrer Warringa, den Dagmar mit der von ihr gehassten Mitschülerin Sevda Yilmar heimlich bei einem Küsschen auf die Wange fotografiert hat. Alle Verdachtsmomente erweisen sich jedoch als haltlos. Zwischen Warringa und seiner Musterschülerin Sevda gibt es lediglich eine sehr intensive Lehrer-Schüler-Beziehung.
Unklar bleibt für die Kommissare zunächst, woher Dagmar Holst eigentlich die teure Kamera mit Teleobjektiv hatte, bis ihnen „Kollege Zufall“ in die Hände spielt. Die Ermittlungen im Fall der Wasserleiche ergaben, dass es sich bei dem Toten um den als freien Mitarbeiter tätigen Enthüllungsjournalisten Jochen Gründel handelte. Und ebendieser Jochen Gründel war, so berichtete Sevda Yilmar den verdutzten Polizisten, bis vor wenigen Monaten mit Dagmar Holst liiert.
Die Kommissare ermitteln, dass Gründel an einer Geschichte über die Bordellszene im ländlichen Raum gearbeitet hatte. Dabei war er offenbar auf etwas gestoßen, was nach einiger Recherche auch den Polizisten nicht verborgen bleibt; Inhaber einer Bordellkette, die unter anderem im Alten Land vertreten ist, ist die Ehefrau des Sportlehrers Dehart. Sie hatte die Bordellkette von ihrem ersten Ehemann übernommen und auf ausdrücklichen Wunsch ihres nunmehrigen Gatten weitergeführt. Auf diese Weise trugen die Einnahmen dazu bei, den gehobenen Lebensstil des Lehrers mitzufinanzieren – mehrere Autos, großes Haus, gepachtete Jagd. Ambitionen auf das Amt des Ortsbürgermeisters hegt er auch.
Die Kommissare bringen schließlich Stück für Stück ans Licht, was sich in der vermeintlich heilen Welt im Schatten der Apfelbaumplantagen abspielte. Vater Holst hielt überhaupt nichts von Gründel, den er als zwielichtige Gestalt und Gefahr für seine Tochter ansah. Mit seinem Schrotgewehr erschoss er den Journalisten und versenkte die Leiche im Hafenbecken. Als Stoever und Brockmöller entdecken, dass Dagmar Holst ein sexuelles Verhältnis mit ihrem Sportlehrer Dehart hatte, wird ihnen das Mordmotiv im anderen Fall klar: Eifersucht und mögliche Rufschädigung. Der Lehrer selbst kommt als Täter nicht in Frage, da er zum Mordzeitpunkt an einer Konferenz teilnahm. Seine Ehefrau Britta jedoch hatte für die fragliche Zeit kein Alibi und knickt im Verhör schließlich ein. Sie gesteht den Mord.

## Produktionsnotizen
Das Drehbuch von Raimund Weber basiert auf dem Roman „Tödliche Teestunde“ von Theodor J. Reisdorf, der ursprünglich in Ostfriesland spielte und von Weber ins Alte Land „verlegt“ wurde. Die Erstausstrahlung erfolgte bereits am ersten Weihnachtstag 1996 im NDR, in der ARD folgte der Tatort am 8. Juni 1997. Die ARD-Sendung erreichte mit 8,68 Millionen Zuschauern einen Marktanteil von 28,08 Prozent.